# Typhlodromus mangiferus
Typhlodromus mangiferus är en spindeldjursart som beskrevs av Zaher och El-Brollosy 1986. Typhlodromus mangiferus ingår i släktet Typhlodromus och familjen Phytoseiidae. Inga underarter finns listade i Catalogue of Life.